# Полезе
По́лезе (нем. Pohlesee) — проточное озеро на юге берлинского округа Штеглиц-Целендорф в районе Ванзе. Входит в состав водного пути федерального значения Грибниц-канал. С восточной стороны сливается с озером Клайнер-Ванзе. С запада Полезе соединяется через 300-метровый канал с озером Штёльпхензе. Течение направлено преимущественно от Тельтов-канала к Штёльпензе и далее последовательно к Клайнер-Ванзе и Гросер-Ванзе. Строительство Грибниц-канала, соединившего озёра Клайнер-Ванзе и Грибницзе через озёра Полезе и Штёльпхензе и два искусственных соединительных участка, производилось в 1901—1906 годах.
На берегах Полезе располагаются причалы для яхт, земля в некоторых случаях находится в частном владении. Самым представительным строением на Полезе является вилла Йёргера на Верхорне, построенная в 1906 году архитекторами Альфредом Бреслауэром и Паулем Залингером в качестве летней резиденции для берлинского банкира Карла Йёргера в стиле бранденбургской усадьбы с кучерской и конюшней. В мае 1945 года Карл Йёргер пытался защитить от разграбления свою ценную коллекцию вин и был расстрелян советскими солдатами. В настоящее на вилле Йёргера размещается учреждение молодёжного образования.

## Название
Изначально единый водоём, который составляли Полензе и Клайнер-Ванзе, носил название Штольпшес-Лох или Штольпер-Лох («Штольпская дыра», по названию близлежащей деревни Штольпе). В 1869 году банкир Вильгельм Конрад приступил к строительству в этой местности ряда вилл Альзен, и непрезентабельное название озера решили сменить. В самой узкой части, по мысу Верхорн, озеро мысленно «разделили» на два. Западная часть получила название Полезе, а северо-восточная — Клайнер-Ванзе.